# Peter Ron
Peter Ron es una banda de rock chilena originaria de Concepción, activa desde 2008. Su estilo se sitúa entre el rock clásico y alternativo, con influencias de bandas como Foo Fighters, Led Zeppelin, Red Hot Chili Peppers y Queens of the Stone Age.
Se han posicionado como uno de los proyectos más sólidos del sur de Chile, destacando tanto en la escena local como en giras internacionales, con una propuesta honesta y potente que rescata el espíritu del rock penquista. Su discografía incluye cuatro álbumes de estudio y diversos EPs y sencillos.

## Historia
Peter Ron se formó en Concepción, ciudad con una arraigada tradición musical. Desde sus inicios han trabajado de manera independiente, fusionando una identidad sonora que mezcla el legado del rock con una estética moderna. 
Durante su trayectoria, han compartido escenario con bandas como Deep Purple (teloneo en 2008), Kuervos del Sur y artistas como Edelmiro Molinari y Marcelo Pedrozo. Su participación en eventos como el Festival REC, Bioparlante, y festivales en Buenos Aires, La Plata, Chacabuco y Junín consolidan su reconocimiento nacional e internacional.
En 2023 lanzaron *U.N.D.E.R.*, un disco y documental que rinde homenaje al rock underground penquista de 2007 a 2011, versionando temas de bandas como Zurdaka, Fedeherratas, Basto Satinao y Abril Primero. Este trabajo se define como una reconstrucción de la memoria musical alternativa de Concepción, más allá del mainstream representado por Los Tres o Los Bunkers.
En 2024, la banda grabó los sencillos “Nada que hacer” y “Otro final” con la colaboración de César Badilla (Pegotes) y Eugenio Marín (Rama), bajo la producción de David Valenzuela. Se espera el lanzamiento de un nuevo álbum y la publicación del documental *U.N.D.E.R.* durante 2025.

## Integrantes
- Rodrigo "Yoyo" Infante – voz
- Dilton Becerra – guitarra
- Gonzalo Rojas – bajo
- Felipe Duarte – batería

## Discografía

### Álbumes de estudio
- La Noche, El Boche y el Ron (2008)
- Maldito (2016)
- Coraje (2019)
- U.N.D.E.R. (2023)

### EPs y sencillos
- En Tu Mente (2021)
- La Noche y el Boche (2022, reversión)
- Desátate (2023)
- Coraje (EP 5 años) (2024)
- Nada que hacer (2025)
- Otro final (2025)

## Videografía
- Una Bala en mi Bolsillo
- En Tu Mente
- Sobras en la Oscuridad
- La Noche y el Boche
- Cachafaz (lyric video)
- Cazador (en vivo)
- Bioparlante Pro (en vivo)

## Proyecto U.N.D.E.R.
U.N.D.E.R. es un álbum y documental que rescata la escena underground del rock penquista entre 2007 y 2011. Es una obra de memoria, reinterpretación y homenaje a una generación de bandas independientes que influyeron en la cultura musical del Gran Concepción.
El proyecto es una propuesta de reconstrucción histórica a través de nuevas versiones grabadas por Peter Ron, convirtiendo cada canción en un nuevo recuerdo sonoro, dotado de emocionalidad y potencia contemporánea.

## Gira Internacional
En noviembre de 2024, Peter Ron realizó su primera gira internacional en Argentina, con presentaciones en Buenos Aires, La Plata, Chacabuco y Junín. Compartieron escenario con artistas como Edelmiro Molinari, Fulminar, Marcelo Pedrozo y Nunca Opuestos.

## Premios y reconocimientos
Peter Ron ha sido destacado en medios nacionales como Radio Futuro, Rockaxis, y Diario Concepción, recibiendo críticas positivas por sus discos *Coraje* y *U.N.D.E.R.* y su constante actividad en vivo.